# 阿爾馬鄉 (錫比烏縣)
46°13′N 24°29′E / 46.217°N 24.483°E
阿爾馬鄉（羅馬尼亞語：Comuna Alma, Sibiu），是羅馬尼亞的鄉份，位於該國中部，由錫比烏縣負責管轄，面積36平方公里，海拔高度476米，2007年人口2,050，人口密度每平方公里56人。